# Bovarismo
Il bovarismo è una corrente di pensiero sviluppatasi durante la seconda metà dell'Ottocento.

## Definizione
Il concetto di bovarismo definiva la tendenza di alcuni artisti a sfuggire alla monotonia della vita di provincia: la metropoli, in questa visione, diveniva un sogno ambito che, insieme alla lettura, proiettava la mente in una sorta di paradiso terreno. La lettura, quindi, come mezzo di svincolo dalla realtà, utilizzata quasi come una sorta di droga. L'artista, dopo quest'esperienza, ritorna deluso al mondo reale, poiché si sente intrappolato in un mondo che non è il suo: è evidente e caratteristica una punta di romanticismo e la messa in evidenza della stupidità borghese.
Il termine "bovarismo" deriva dal celebre romanzo dello scrittore francese Gustave Flaubert Madame Bovary, nel quale la protagonista, sempre insoddisfatta di tutto ciò che la circonda, non farà mai nulla per rimediare a questa sua situazione. Il termine è diventato con il tempo anche un aggettivo dato a persone che hanno queste peculiari caratteristiche.
Alla nozione di bovarismo è strettamente associato il nome di Jules de Gaultier, che le ha dedicato una delle sue opere più importanti.